# چمانووو
چمانووو (به لهستانی:  Czymanowo) یک روستا در لهستان است که در گمینا گنگوینو واقع شده‌است. چمانووو ۳۰۰ نفر جمعیت دارد.